# Saint-Bonnet-lès-Allier
Pour les articles homonymes, voir Saint-Bonnet (homonymie).
Saint-Bonnet-lès-Allier est une commune française, située dans le département du Puy-de-Dôme en région Auvergne-Rhône-Alpes. Elle fait partie de l'aire d'attraction de Clermont-Ferrand.

## Géographie

### Localisation
Saint-Bonnet-lès-Allier est située à l'est de Clermont-Ferrand.
Quatre communes sont limitrophes :
| Mezel               |                          | Chauriat |
|                     | Saint-Bonnet-lès-Allier  |          |
| Pérignat-sur-Allier | Saint-Georges-sur-Allier |          |

### Transports
Le territoire communal est traversé par la route départementale 81, reliant Chauriat au nord-est à Pérignat-sur-Allier au sud-ouest. La D 340 longe la limite communale avec Mezel en direction de Dallet et Pont-du-Château.

### Climat
Pour des articles plus généraux, voir Climat d'Auvergne-Rhône-Alpes et Climat du Puy-de-Dôme.
En 2010, le climat de la commune est de type climat océanique dégradé des plaines du Centre et du Nord, selon une étude du Centre national de la recherche scientifique s'appuyant sur une série de données couvrant la période 1971-2000. En 2020, Météo-France publie une typologie des climats de la France métropolitaine dans laquelle la commune est exposée à un climat de montagne ou de marges de montagne et est dans la région climatique Nord-est du Massif Central, caractérisée par une pluviométrie annuelle de 800 à 1 200 mm, bien répartie dans l’année.
Pour la période 1971-2000, la température annuelle moyenne est de 11,1 °C, avec une amplitude thermique annuelle de 16,3 °C. Le cumul annuel moyen de précipitations est de 740 mm, avec 8,6 jours de précipitations en janvier et 6,9 jours en juillet. Pour la période 1991-2020, la température moyenne annuelle observée sur la station météorologique de Météo-France la plus proche, « Clermont-Ferrand », sur la commune de Clermont-Ferrand à 14 km à vol d'oiseau, est de 12,1 °C et le cumul annuel moyen de précipitations est de 563,4 mm,. Pour l'avenir, les paramètres climatiques de la commune estimés pour 2050 selon différents scénarios d'émission de gaz à effet de serre sont consultables sur un site dédié publié par Météo-France en novembre 2022.

## Urbanisme

### Typologie
Au 1er janvier 2024, Saint-Bonnet-lès-Allier est catégorisée ceinture urbaine, selon la nouvelle grille communale de densité à sept niveaux définie par l'Insee en 2022.
Elle est située hors unité urbaine. Par ailleurs la commune fait partie de l'aire d'attraction de Clermont-Ferrand, dont elle est une commune de la couronne,. Cette aire, qui regroupe 209 communes, est catégorisée dans les aires de 200 000 à moins de 700 000 habitants,.

### Occupation des sols
L'occupation des sols de la commune, telle qu'elle ressort de la base de données européenne d’occupation biophysique des sols Corine Land Cover (CLC), est marquée par l'importance des territoires agricoles (55,8 % en 2018), en diminution par rapport à 1990 (61,4 %). La répartition détaillée en 2018 est la suivante : terres arables (55,8 %), zones urbanisées (22,3 %), milieux à végétation arbustive et/ou herbacée (21,9 %). L'évolution de l’occupation des sols de la commune et de ses infrastructures peut être observée sur les différentes représentations cartographiques du territoire : la carte de Cassini (XVIIIe siècle), la carte d'état-major (1820-1866) et les cartes ou photos aériennes de l'IGN pour la période actuelle (1950 à aujourd'hui).

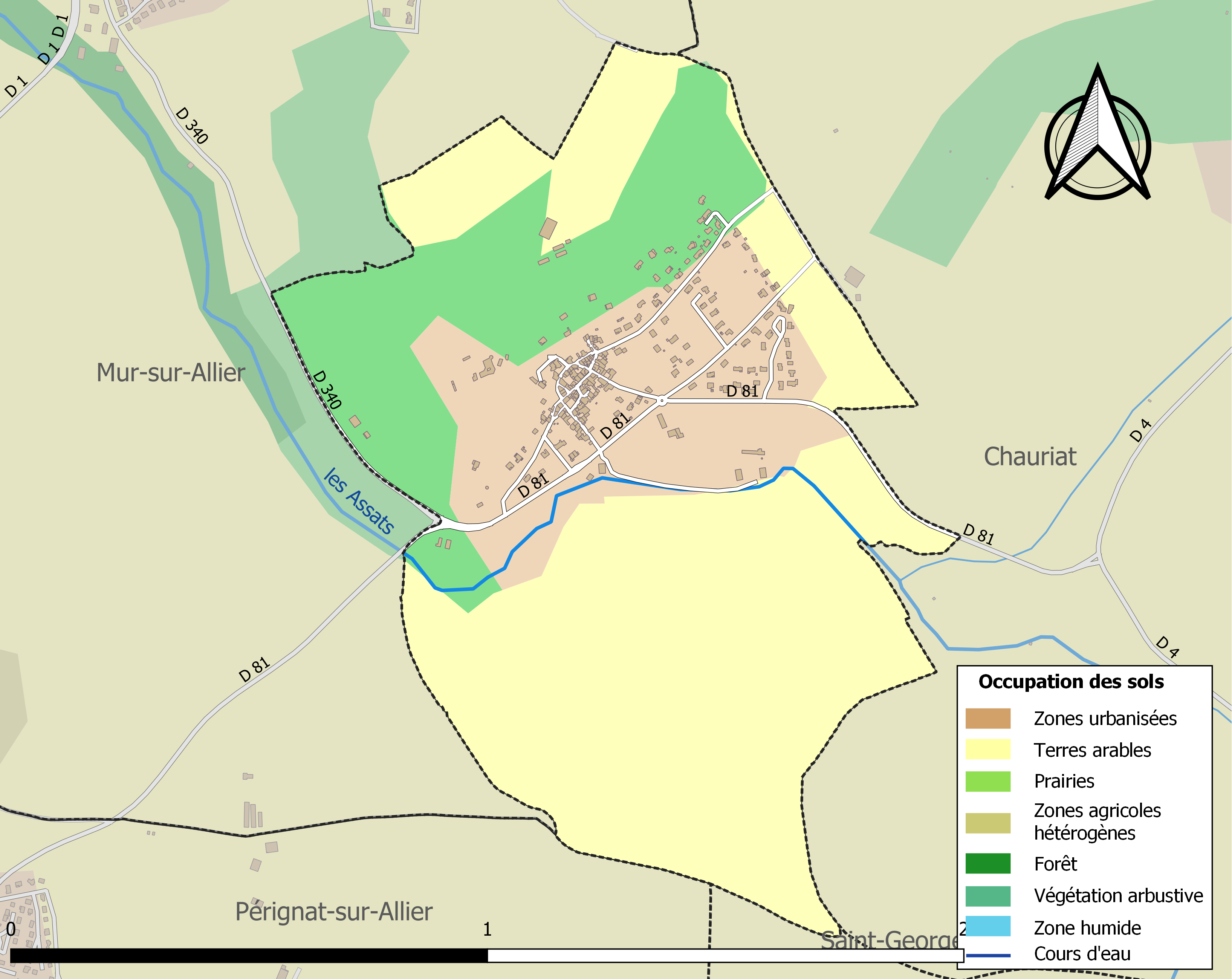
Carte des infrastructures et de l'occupation des sols de la commune en 2018 (CLC).

## Histoire
Au cours de la période révolutionnaire de la Convention nationale (1792-1795), la commune a porté le nom de Bonnet-Rouge.

## Politique et administration

### Découpage territorial
La commune de Saint-Bonnet-lès-Allier était membre, jusqu'en 2016, de la communauté de communes Mur ès Allier. Elle était la commune la moins peuplée (sur les cinq) de cette structure intercommunale, qui a fusionné avec la communauté de communes de Billom-Saint-Dier - Vallée du Jauron pour constituer Billom Communauté. Cet établissement public de coopération intercommunale (EPCI) à fiscalité propre, créé le 1er janvier 2017 et siégeant à Billom, est par ailleurs membre d'autres groupements intercommunaux.
Sur le plan administratif, Saint-Bonnet-lès-Allier dépendait du district de Billom et du canton de Chaurias en 1793, puis de l'arrondissement de Clermont-Ferrand (d'abord de Clermont) et du canton de Vertaison (puis de Vertaizon) de 1801 à 2015. Elle est également rattachée à la circonscription administrative de l'État du Puy-de-Dôme et à la région Auvergne-Rhône-Alpes.
Sur le plan électoral, elle dépend du canton de Billom pour l'élection des conseillers départementaux, depuis le redécoupage cantonal de 2014 entré en vigueur en 2015, et de la quatrième circonscription du Puy-de-Dôme pour les élections législatives, depuis le dernier découpage électoral de 2010.

### Élections municipales et communautaires

#### Élections de 2020
Le conseil municipal de Saint-Bonnet-lès-Allier, commune de moins de 1 000 habitants, est élu au scrutin majoritaire plurinominal à deux tours avec candidatures isolées ou groupées et possibilité de panachage. Compte tenu de la population communale, le nombre de sièges à pourvoir lors des élections municipales de 2020 est de 11. Sur les vingt-deux candidats en lice, dix sont élus dès le premier tour, le 15 mars 2020, avec un taux de participation de 76,19 %. Le conseiller restant à élire est élu au second tour, qui se tient le 28 juin 2020 du fait de la pandémie de Covid-19, avec un taux de participation de 61,90 %.

#### Chronologie des maires
| Période                                  | Période                   | Identité                  | Étiquette | Qualité |
| ---------------------------------------- | ------------------------- | ------------------------- | --------- | --- |
| Les données manquantes sont à compléter. |                           |                           |           | |
| 1800                                     | 1806                      | Jean Mathieu              |           | |
| 1806                                     | 1814                      | Jean Bordel               |           | |
| 1814                                     | 1816                      | Geneix                    |           | |
| 1816                                     | 1817                      | Chazelède                 |           | |
| 1817                                     | 1828                      | Casimir de Tarrieux       |           | |
| 1828                                     | 1831                      | Blaise Daudet             |           | |
| 1831                                     | 1832                      | Gabriel Laroche           |           | |
| 1832                                     | 1843                      | Antoine Barafy            |           | |
| 1843                                     | 1893                      | Chaudesaigues de Tarrieux |           | |
| 1893                                     | 1896                      | Philippe Laurent          |           | |
| 1896                                     | 1900                      | François Mathieu          |           | |
| ...                                      | ...                       | ...                       | ...       | ... |
| juin 1995                                | juillet 2020              | Philippe Domas            | PCF       | 4e vice-président de la communauté de communes Mur ès Allier chargé du social, de la solidarité, de la régie de territoire et de l'accessibilité (2014-2016) |
| juillet 2020                             | En cours (au 3 août 2020) | Emeric Decombe            |           | Courtier en assurance |

## Équipements et services publics

### Enseignement
Saint-Bonnet-lès-Allier dépend de l'académie de Clermont-Ferrand. Elle gère une école maternelle publique.
Les collégiens vont au collège Marc-Bloch, à Cournon-d'Auvergne, et les lycéens au lycée René-Descartes de Cournon-d'Auvergne pour les filières générales et sciences et technologies du management et de la gestion, ou au lycée La-Fayette de Clermont-Ferrand pour la filière sciences et technologies de l'industrie et du développement durable.

### Instances judiciaires
Saint-Bonnet-lès-Allier dépend de la cour d'appel de Riom et des tribunaux judiciaire et de commerce de Clermont-Ferrand.

## Population et société

### Démographie
L'évolution du nombre d'habitants est connue à travers les recensements de la population effectués dans la commune depuis 1793. Pour les communes de moins de 10 000 habitants, une enquête de recensement portant sur toute la population est réalisée tous les cinq ans, les populations de référence des années intermédiaires étant quant à elles estimées par interpolation ou extrapolation. Pour la commune, le premier recensement exhaustif entrant dans le cadre du nouveau dispositif a été réalisé en 2004.

En 2022, la commune comptait 426 habitants, en évolution de −1,39 % par rapport à 2016 (Puy-de-Dôme : +2,1 %, France hors Mayotte : +2,11 %).
| 1793 | 1800 | 1806 | 1821 | 1831 | 1836 | 1841 | 1846 | 1851 |
| ---- | ---- | ---- | ---- | ---- | ---- | ---- | ---- | ---- |
| 200  | 214  | 232  | 230  | 239  | 253  | 255  | 259  | 248  |

| 1856 | 1861 | 1866 | 1872 | 1876 | 1881 | 1886 | 1891 | 1896 |
| ---- | ---- | ---- | ---- | ---- | ---- | ---- | ---- | ---- |
| 240  | 221  | 210  | 221  | 176  | 175  | 188  | 196  | 184  |

| 1901 | 1906 | 1911 | 1921 | 1926 | 1931 | 1936 | 1946 | 1954 |
| ---- | ---- | ---- | ---- | ---- | ---- | ---- | ---- | ---- |
| 167  | 180  | 130  | 119  | 118  | 109  | 108  | 104  | 116  |

| 1962 | 1968 | 1975 | 1982 | 1990 | 1999 | 2004 | 2006 | 2009 |
| ---- | ---- | ---- | ---- | ---- | ---- | ---- | ---- | ---- |
| 114  | 92   | 93   | 189  | 214  | 203  | 332  | 365  | 424  |

| 2014 | 2019 | 2022 | - | - | - | - | - | - |
| ---- | ---- | ---- | - | - | - | - | - | - |
| 436  | 418  | 426  | - | - | - | - | - | - |

## Culture locale et patrimoine

### Lieux et monuments
- Château de Saint-Bonnet-lès-Allier

### Personnalités liées à la commune
- Maxence Sonilhac, pilote en rallye moto[33],[34] possède un garage de réparation moto dans la commune[35].